# Krasiński-Garten
Der Krasiński-Garten (polnisch Ogród Krasińskich) ist ein Park in Warschau, errichtet im 17. Jahrhundert. Der Garten schließt sich westlich an den Krasiński-Palast an. 

## Geschichte
Der Garten wurde 1676 hinter dem Krasiński-Palast als Schlossgarten im barocken Stil für den Woiwoden Jan Dobrogost Krasiński angelegt. Bis zum Anlegen des Sächsischen Gartens war der Krasiński-Garten der größte Barockpark in Warschau. 1765 wurde er von der Stadt Warschau erworben und 1768 der Öffentlichkeit zugänglich gemacht. Franciszek Szanior gestaltete ihn im 19. Jahrhundert um. Im Zweiten Weltkrieg grenzte er an das jüdische Ghetto und wurde durch Kämpfe des Warschauer Aufstands in Mitleidenschaft gezogen. Nach dem Krieg wurde er wieder restauriert.